# Футбол в Южной Осетии

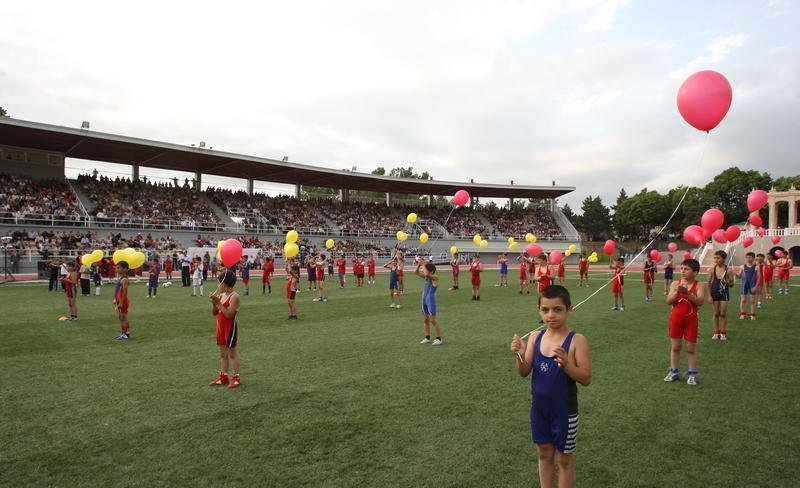
Стадион в Цхинвале, 2011 год

Футбол на территории Южной Осетии появился в 1920-е годы. Сильнейшей командой региона является «Спартак» из города Цхинвал. В советское время команда провела три сезона в третьем и четвёртом по силе дивизионах, а в 1987 году стала победителем Кубка Грузинской ССР. После выхода Грузинской федерации футбола из Федерации футбола СССР и организации самостоятельного чемпионата в 1990 году, команда из Южной Осетии под названием «Лиахви» приняла участие в турнире, где заняла последнее место.
С началом южноосетинской войны (1991—1992) местные команды были заявлены в чемпионат Северной Осетии, где становились победителями в 1994 и 2010 годах. Собственный регулярный чемпионат в Южной Осетии не проводится.
Федерация футбола Южной Осетии, созданная в 2012 году, не является членом ФИФА и УЕФА, однако входит в ряды Конфедерации независимых футбольных ассоциаций. Сборная Южной Осетии в 2019 году становилась победителем Кубка Европы ConIFA.
Наиболее известными футболисты футболистами, родившимися в Южной Осетии являются Гурам Цховребов (игрок сборной СССР), Бахва Тедеев (игрок сборной России) и Инал Джиоев (чемпион России 1995 года).
Крупнейшей ареной Южной Осетии является Республиканский стадион имени Гурама Цховребова в Цхинвале, вмещающий 5500 зрителей.

## История

### Советский период
Наиболее популярным видом спорта в Южной Осетии в начале XX века была борьба. Футбол появился в Южной Осетии в 1924 году благодаря Антону и Сергею Дзукаевым, которые вернулись на родину из Баку, где работали в нефтедобыче. Братья организовали команду, которую возгласил Василий Парастаев. В состав команды вошли 15 игроков в возрасте от 18 до 24 лет.
Для обустройства стадиона в Цхинвале была выбрана площадка на правом берегу реки Лиахва, где ранее находился виноградник Хетагуровых, национализированный впоследствии большевиками. Для уплотнения почвы на поле вывели буйволов к ярму которых был перекреплён железный каток. Сетка для ворот была взята у рыбаков, а стенд с отображением счёта был сделан из фанеры.
Первый матч прошёл 7 ноября 1924 года против команды города Гори, где футбол существовал уже около 10 лет. Осетинские футболисты накануне игры тренировались четыре раза в неделю. Встреча завершилась нулевой ничьей. На заседании футбольной секции 6 июня 1925 года был утверждён постоянный состав местной команды, куда вошли: вратарь — А.Дзукаев, защитники — С.Ованов и Б. Хаханов, полузащитники — С.Губаев, А.Читаев и Н.Мусатов, нападающие — С. Дзукаев, А. Тедеев, К. Кочиев, И. Гассиев и С. Цховребов.
Одновременно с этим комитет решил закупить белые майки с красным кантом и красными звездами на груди и чёрные шорты. Члены секции также занимались пропагандой нового вида спорта, занимаясь в том числе выездами в сельскую местность.
Следующая игра против Гори состоялась в 1926 году и завершилась победой цхинвальцев со счётом 4:0. В 1929 году прошло открытие стадиона в Цхинвале, а в 1934 году впервые состоялась игра между командами севера и юга Осетии. После учреждения всесоюзного спортивного общества «Спартак» в 1936 году своя команда под таким названием появилась в Цхинвале (тогда — Сталинири).

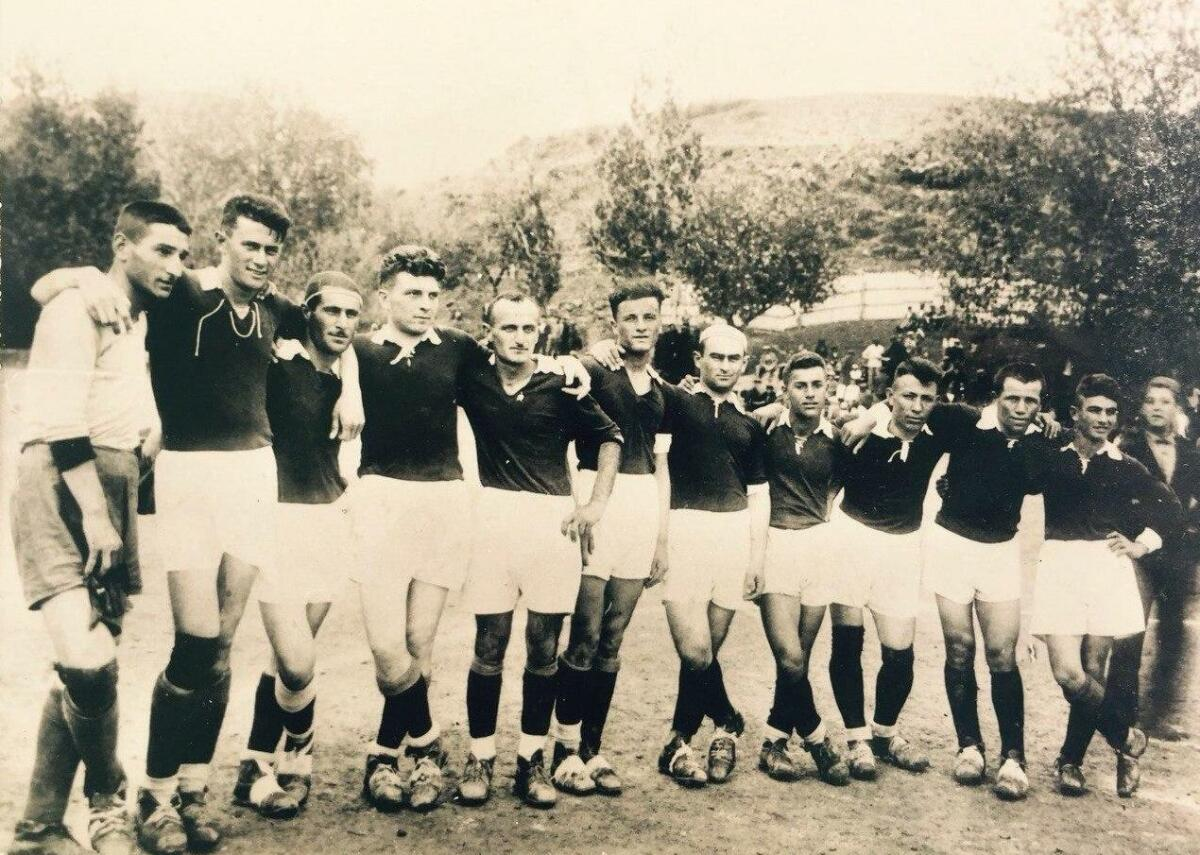
Футболисты «Спартака» в 1936 году

Дебют команды из Южной Осетии в первенстве Грузинской ССР состоялся в 1935 году. Первым тренером в регионе стал Сашо Тедиашвили (Тедеев), бывший игрок тбилисского «Динамо», окончивший специализированные курсы. Под его руководством футболисты начали играть по схеме с тремя защитниками (дубль-вэ), которую он увидел в игре тбилисского «Динамо» и команды из страны Басков.
Тедиашвили в качестве зрителей вывозил команду в 1937 году на международный матч в Тбилиси, где местное «Динамо» встречалось с гостями из Испании. В 1939 году сборная Южной Осетии обыграла в финале грузинского первенства сборную города Ахалцихе (2:1). Решением Облсовета от 6 марта 1940 года на территории парка культуры и отдыха было решено построить стадион площадью 2,4 гектара.
На фронтах Великой Отечественной войны погибли футболисты Сергей Дзукаев, Владимир Санакоев и Сергей Кумаритов. Первый послевоенный матч состоялся в Сталинири 14 июня 1947 году против тбилисского «Локомотива» и завершился победой хозяев со счётом 7:4.
В составе команды факультета физического воспитания Северо-Осетинского государственного института победителями и призёрами чемпионата и кубка Северной Осетии в 1950-е годы становились Лев Валиев, Хазби Чибиров и Заур Келехсаев. Приглашённый в 1952 году в сборную Грузинской ССР осетин Ахсар Тедеев в итоге был отчислен из команды за отказа поменять фамилию на грузинский вариант Тедишвили.
В 1956 и 1964 годах «Спартак» играл в Сталинири с тбилисским «Динамо» в рамках товарищеских встреч. По итогам сезона 1966 года «Спартак» занял 23 место в чемпионате Грузинской ССР. При этом накануне выезда в Батуми четверо игроков были в состоянии алкогольного опьянения из-за чего поездка не состоялась, а команде было засчитано техническое поражение.
На всесоюзном уровне «Спартак» отыграл три сезона с 1968 по 1970 год в рамках 3-го и 4-го по силе дивизионов. В 1970 впервые в Высшей лиге СССР играл «Спартак» из Орджоникиде (сейчас — Владикавказ), а в его составе было сразу шесть игроков из Южной Осетии (Альберт Плиев, Игорь Дзагоев, Тимур Кочиев, Игорь Бичикоев, Нодар Папелишвили, Умар Джиоев), при этом все были выпускниками средней школы № 2 имени Константина Кочиева.
25 сентября 1978 года в Сталинири прошла встреча ветеранов «Спартака» и ветеранов московских команд (2:2).
В 1980 году при цхинвальской средней школе № 12 была создана футбольная секция имени Владимира Гуцаева. Тренер юношеской сборной СССР Сергей Мосягин в 1985 году отмечал прогресс юго-осетинского футбола, который сумел подготовить игроков уровня Бахвы Тедеева и Инала Джиоева.
Единственный раз югоосетинская команда в лице «Спартака» становилась победителем Кубка Грузинской ССР в 1987 году, обыграв в решающем матче «Мерцхали» благодаря голу капитана Алана Джиоева с минимальным счётом 1:0. Повторить успех «Спартак» мог в 1989 году, но уступил «Шадревани» (0:1).

### После распада СССР
В 1990 году Грузинская футбольная федерация приняла решение выйти из Федерации футбола СССР и проводить самостоятельный чемпионат с участием сильнейших команд республики. От Южной Осетии была заявлена команда «Лиахви», занявшая последнее место и не одержавшая ни одной победы в сезоне.
После начала южноосетинской войны (1991—1992) местные команды начали выступать в чемпионате Северной Осетии. В 1993 году «Спартак» стал вторым, а в 1994 году — чемпионом. В 1995 году команда вновь завоевала золотые медали, но в итоге была лишена чемпионского титула и снята с турнира из-за требования Российского футбольного союза.
В 1993 году в Гори футбольную команду уроженцев Южной Осетии создал Заза Ромелашвили. Для участия в чемпионате Грузии сезона 2005/06 была заявлена команда «Цхинвали», базирующаяся в Тбилиси и составленная из жителей Гори и Южной Осетии грузинской и осетинской национальности. В 2007 году для участия в турнире была заявлена команда «Спартак-Цхинвали», базирующаяся в Гори. В августе 2014 года в Гори был учреждён клуб «Лиахви-Цхинвали».
Первый матч, после окончания войны в Южной Осетии 2008 года состоялся 23 августа между «Спартаком» и «Аланией» (3:3). На матче присутствовал бывший футболист и тренер Валерий Газзаев в честь которого в 2005 года была одна из улиц Цхинвала. Одной из главных проблем местного футбола является отсутствие регулярного чемпионата и соответствующей инфраструктуры. В последний раз чемпионат в Южной Осетии проходил в 2009 году, а его победителем стал «Спартак».
Федерация футбола Южной Осетии была основана в 2012 году. Поскольку у организации нет возможности добиться членства в УЕФА и ФИФА, то в 2014 году она присоединилась к Конфедерации независимых футбольных ассоциаций. Свой первый матч сборная Южной Осетии провела 23 сентября 2013 года в Сухуми против сборной Абазии, которая обыграла гостей со счётом 3:0. Дебют команды на чемпионате мира ConIFA состоялся в 2014 году в Швеции, где Южная Осетия дошла до полуфинала. Участвовала команда и на Кубке Европы ConIFA 2017 года на Северном Кипре. На следующем турнире 2019 года в Нагорном Карабахе Южная Осетия стала победителем, обыграв в финале Западную Армению (1:0).
В Южной Осетии также была создана сборная по футзалу, которая принимала участие в чемпионате Европы и чемпионате мира по версии Международной ассоциации футзала.
В 2022 году заместитель министра спорта РФ Одес Байсултанов анонсировал, что команда из Южной Осетии примет участие в объединённом чемпионате вместе с представителями Абхазии, ДНР, ЛНР и Крыма, но в итоге в Лиге Содружества южноосетинские команды участия не приняли. В сентябре 2023 года на стадионе имени Гурама Цховребова прошёл Кубок президента Южной Осетии, победителем которого стала команда «Дыргвис», получившая в качестве награды 100 тысяч рублей.
По состоянию на 2024 год в Южной Осетии функционировало три футбольные школы, где тренировалось 146 детей и подростков.

## Стадионы
Крупнейшей ареной Южной Осетии является Республиканский стадион имени Гурама Цховребова в Цхинвале, вмещающий 5500 зрителей. В 2011 году стадион был открыт после реконструкции, которую финансировал Алишера Усманова.